# 곤살로 아르코나다
곤살로 아르코나다 에차리(스페인어: Gonzalo Arconada Etxarri, 1961년 7월 23일, 바스크 주 산 세바스티안 ~)는 스페인의 축구 감독이다.

## 감독 경력
아르코나다는 기푸스코아 도 산 세바스티안 출신으로, 청소년기에 후베닐레스 데 라 사예와 다나크의 유소년부를 지도하며 감독으로 입문했다. 그는 처음 20년 동안 고향 바스크 연고의 하위 구단을 지휘했다. 레알 소시에다드의 2군을 몇 시즌 동안 지휘하던 그는 2006년에 몇 달 동안 1군을 지휘했는데, 라 리가 2005-06 시즌 동안 에레알라를 지휘한 감독 3명 중 하나였다.
하부 리그의 부르고스를 지휘하고 누만시아 소속으로 2008년에 1부 리그 승격을 이룩한 아르코나다는 알메리아와 계약했다. 시즌 개막 전 일정을 무패로 마감했지만, 스포르팅 히혼의 안방인 엘 몰리논에서 2008년 12월에 0-1로 패하면서 경질되었고, 그의 후임으로 우고 산체스가 취임했다.
2009년 여름, 아르코나다는 2부 리그로 강등된 누만시아 감독으로 다쉬 취임했으나, 소리아 연고 구단이 리그에서 8위를 차지하면서 1년 만에 지휘봉을 내려놓았다. 8월, 그는 1부 리그에서 강등된 지 얼마 지나지 않은 테네리페의 감독이 되었지만, 처음 4경기를 모두 패하고 취임 다음 달에 해고장을 받았다.
2017년 11월 21일, 아르코나다는 레알 소시에다드 여자부 사령탑에 올랐다. 2019년 5월 11일, 그의 소속 구단은 아틀레티코 마드리드를 2-1로 이기고 사상 첫 코파 데 라 레이나 우승을 거두었다. 2020년 6월 30일, 그는 계약이 만료되면서 감독직을 내려놓았다.

## 사생활
곤살로 아르코나다의 형 루이스는 레알 소시에다드에서 15년을 활약했는데, 스페인 역사상 최고의 골키퍼로 거론되곤 한다.

## 수상
누만시아
- 세군다 디비시온: 2007–08[10]